# Kids (Merk & Kremont)
Kids è un singolo dei produttori italiani Merk & Kremont, pubblicato il 14 giugno 2019.
In Italia è stato il 79º singolo più trasmesso dalle radio nel 2019.

## Video musicale
Il videoclip, diretto da Andrea Gallo, è stato pubblicato il 18 luglio 2019 sul canale Vevo-YouTube dei produttori.